# قصر بيليفو (ألمانيا)
قصر بيليفو (بالألمانية: Schloss Bellevue)‏ هو المقر الرئيسي لإقامه الرئيس الألماني منذ عام 1994، ويقع في برلين بألمانيا.

## معرض صور

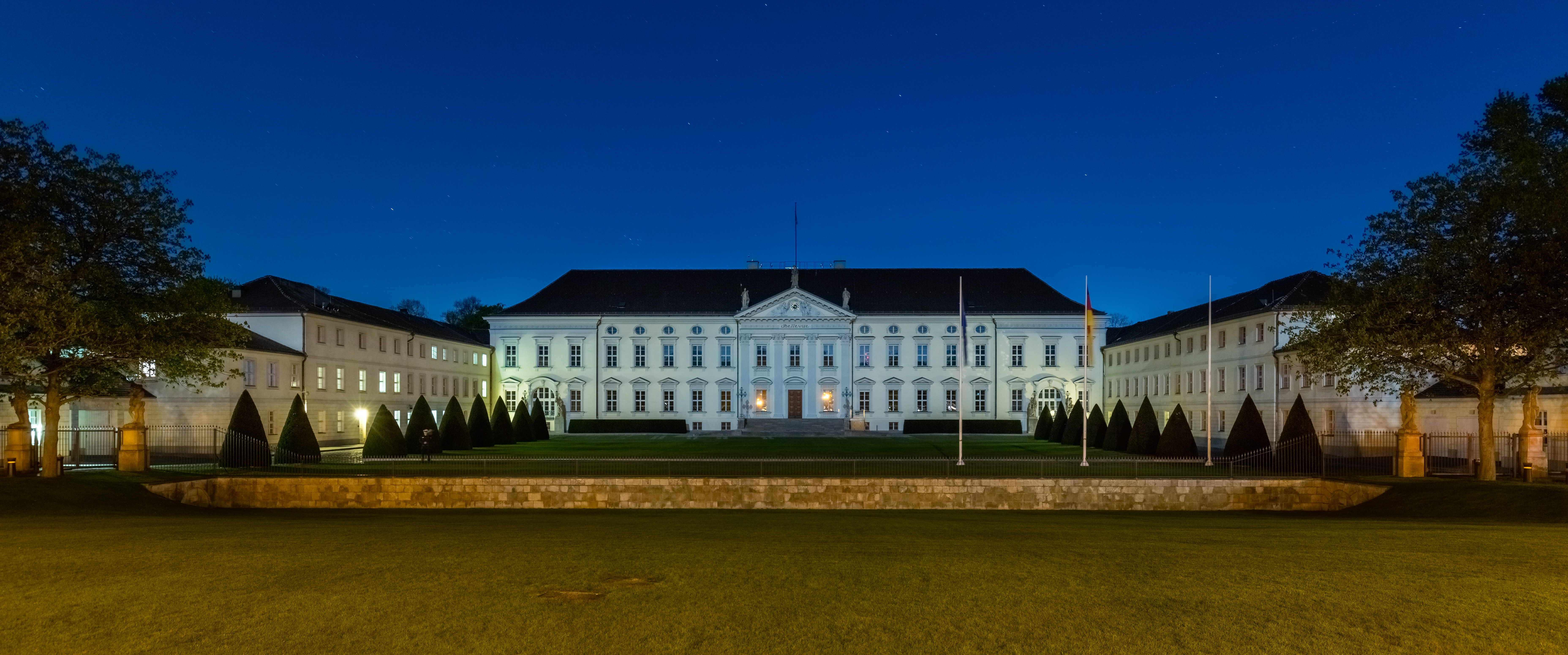
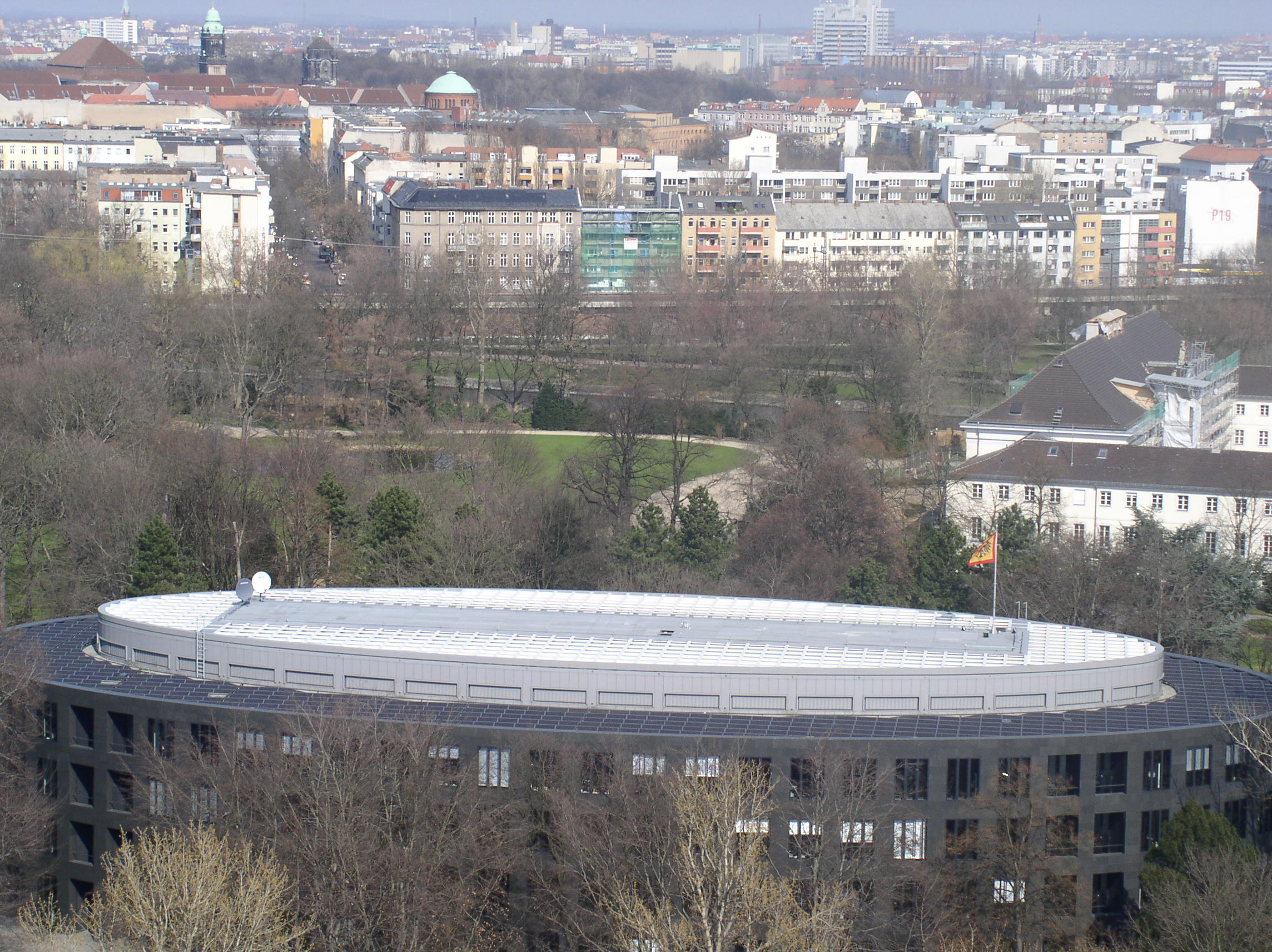
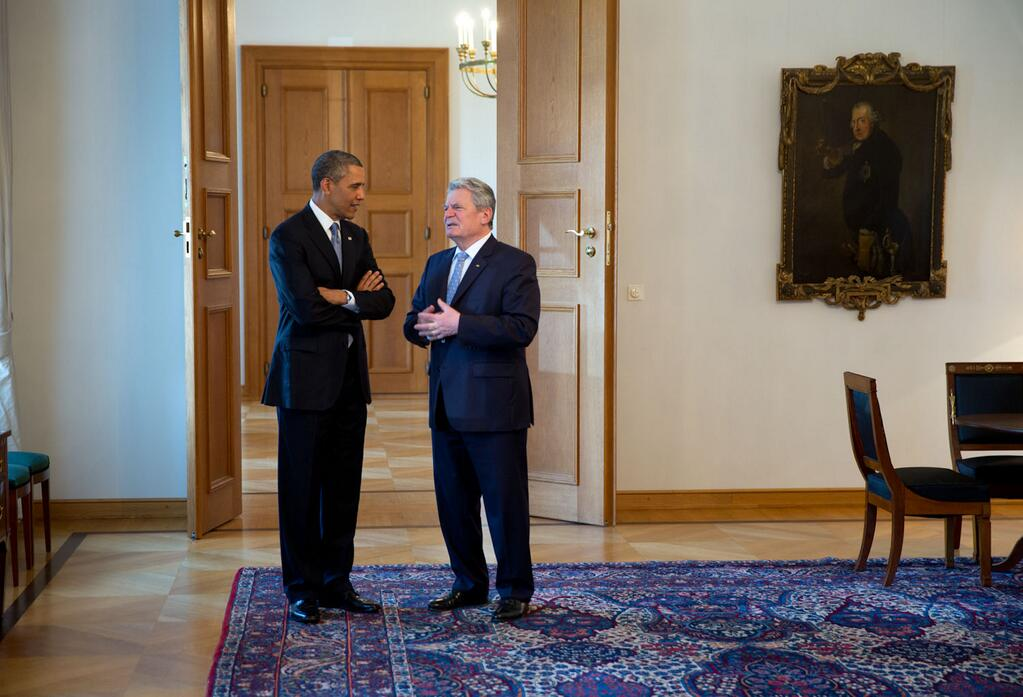

## وصلات خارجية
- الموقع الرسمي